# Elektromagnetisk strålning
Elektromagnetisk strålning (ems) är en vågrörelse som fortplantas i tid och rum. Radiovågor och solljus är exempel på elektromagnetisk strålning. 

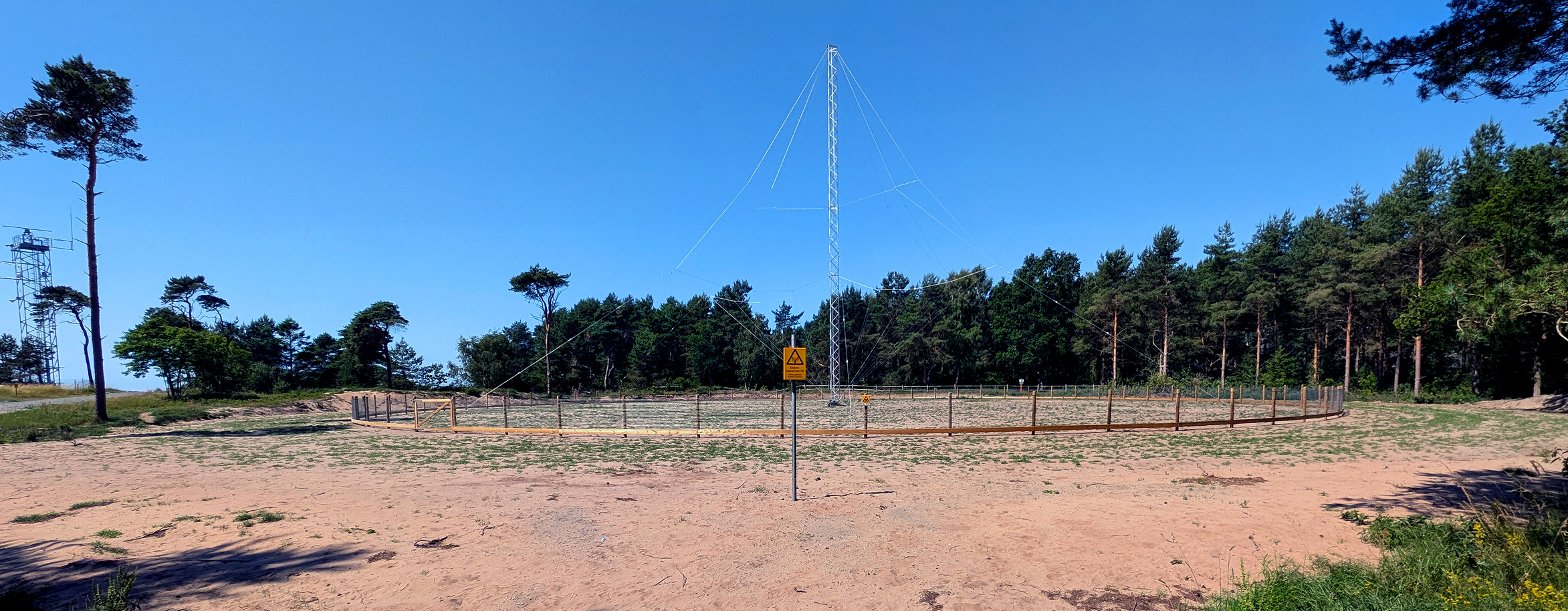
En radioanläggning vid Kabusa skjutfält

Strålningens utbredning beskrivs av Maxwells ekvationer och den består av ett elektriskt och ett magnetisk fält som oscillerar i rät vinkel mot varandra och mot rörelseriktningen. 
Elektromagnetisk strålning uppträder i många vetenskapliga och tekniska områden, och har flera olika egenskaper, till exempel våg-partikeldualiteten med fotonen som energibärande kvantum. Där strålningens våg-natur är mer framträdande kan man synonymt använda elektromagnetisk våg. Det kan till exempel vara ljus som fortplantas i en optisk fiber eller mikrovågor som värmer mat i en mikrovågsugn.

## Frekvensområden
Elektromagnetiska strålningens viktigaste egenskap är dess frekvens, eller våglängd. I olika våglängdsområden kallar vi den elektromagnetiska strålningen för olika saker: 
- Radiovågor (våglängderna kan vara kilometerlånga)
- Mikrovågor
- Infrarött ljus
- Synligt ljus
- Ultraviolett ljus
- Röntgenstrålning
- Gammastrålning (pikometerlånga våglängder)

### Synligt ljus
| Ett sätt att dela upp färgspektrum | Ett sätt att dela upp färgspektrum                                                                                      | Ett sätt att dela upp färgspektrum                                                                                      | Ett sätt att dela upp färgspektrum                                                                                      |
| ---------------------------------- | --- | --- | --- |
|                                    | | | |
|                                    | | | |
|                                    | Färg | Våglängd (nm) | Frekvens (THz) |
|                                    | Röd | 625–740 | 480–405 |
|                                    | Orange | 590–625 | 508–480 |
|                                    | Gul | 565–590 | 531–508 |
|                                    | Grön | 520–565 | 577–531 |
|                                    | Cyan * | 500–520 | 600–577 |
|                                    | Blå * | 435–500 | 690–600 |
|                                    | Violett | 380–435 | 789–690 |
|                                    | | | |
| *                                  | Newtons sjudelade spektrum inkluderade ”blått” och ”indigo”, som kan ha motsvarat ”cyan” respektive ”blått” i tabellen. | Newtons sjudelade spektrum inkluderade ”blått” och ”indigo”, som kan ha motsvarat ”cyan” respektive ”blått” i tabellen. | Newtons sjudelade spektrum inkluderade ”blått” och ”indigo”, som kan ha motsvarat ”cyan” respektive ”blått” i tabellen. |

Elektromagnetisk strålning i våglängdsintervallet cirka 400–700 nanometer kan uppfattas av människans öga. De kallas därför för synligt ljus. Vågor med något längre våglängder uppfattas av huden som värmestrålning.

## Växelverkan
Ems har energi och rörelsemängd som den kan få när den interagerar med materia. Den kan stråla från exempelvis strömledande kablar, antenner eller skärmar och är en effektförlust i de flesta fall förutom i fallet med antenner. Laddningar som accelereras utsänder ems. (jämför ström).
Ems påverkar endast laddade partiklar och andra elektromagnetiska fält, genom superposition och icke-linjäritet. Det sista fallet är ovanligt och approximeras ofta bort i fysikaliska-tekniska beräkningar, eftersom det har ringa inverkan, medan superpositionsprincipen kan antingen förstärka eller ta bort strålningen (konstruktiv respektive destruktiv interferens).
Materia som placeras i ems absorberar energi från fältet och fältet får mindre energi. På mikronivå leder absorptionen ofta till att temperaturen höjs.
Utbredningshastigheten i vakuum är konstant och alltid lika med ljushastigheten. I material utbreds strålningen långsammare, olika för olika material och våglängd, se brytningsindex.
Som en grov tumregel växelverkar dessa vågor med föremål av ungefär samma storleksordning som vågens våglängd. Exempelvis kan radiovågor passera genom människokroppen utan att man ens märker dem och mikrovågor (med en våglängd på omkring 1 cm) tränger in några centimeter utan att stoppas av huden. För de kortare våglängderna, ultraviolett, röntgen- och gammastrålning, kan den höga energin hos fotonerna jonisera atomer. Dessa kallas joniserande strålning och kan bland annat orsaka cancer.

## Tekniska aspekter
Kablar som leder känsliga signaler, till exempel Ethernetkablar som transporterar Internettrafik, är ofta tvinnade på ett symmetriskt sätt så att strålningen ska ta ut varandra genom destruktiv interferens. De ska också vara skyddade från andra ledningar. Genom att placera en kabel i en riktning och en annan i samma riktning men med motsatt strömriktning, tar fälten i princip ut varandra genom destruktiv interferens. Se figur 1.
| kabel 1: ← {\displaystyle I_{1,vanster}} — ============ kabel 2: — {\displaystyle I_{2,hoger}} → ============                                                                                | kabel 1: — {\displaystyle I_{1}} → ============ kabel 2: — {\displaystyle I_{2}} → ============ |
| a) Destruktiv interferens. E-fältet är i strömmarnas riktning och B-fältet är cirklar runt kablarna (ej utritade). Fälten tar approximativt ut varandra , {\displaystyle E_{tot}=B_{tot}=0}. | b) Konstruktiv interferens. E-fältet är i strömmarnas riktning och B-fältet är cirklar runt kablarna (ej utritade). Fälten förstärker approximativt varandra, {\displaystyle E_{tot}=E_{1}+E_{2},B_{tot}=B_{1}+B_{2}}. |

Figur 1. Ems. runt kablar. Om kablarna tvinnas omlott runt varandra blir approximationen bättre.